# Chionaema suberythraea
Chionaema suberythraea är en fjärilsart som beskrevs av De Toulgoët 1971. Chionaema suberythraea ingår i släktet Chionaema och familjen björnspinnare. Inga underarter finns listade i Catalogue of Life.